# Taylor, Arkansas
Taylor là một thành phố thuộc quận Columbia, tiểu bang Arkansas, Hoa Kỳ. Năm 2010, dân số của thành phố này là 566 người.

## Dân số
- Dân số năm 2000: 566 người.
- Dân số năm 2010: 566 người.